# 斯特拉斯堡天文資料中心
斯特拉斯堡天文資料中心（法語：Centre de données astronomiques de Strasbourg，CDS）是收集和分發天文資料的資訊中心。它於1972年以“Centre de Données Stellaires”為名創立。目前提供的線上服務包括：
- SIMBAD；各種不同類型天體的資料庫。
- VizieR：天文星表服務。
- 阿拉丁星圖：一個互動的星圖[1]。